# Yamaha Vmax
Die Yamaha Vmax ist ein Motorrad nach Art eines Drag Bikes des japanischen Herstellers Yamaha, das im Jahr 1984 vorgestellt wurde.
Der großvolumige und drehmomentstarke Vierzylinder-V-Motor mit 107 kW (145 PS) ermöglichte ein Serienmotorrad mit hoher Beschleunigung. In ihrer langjährigen Bauzeit erfuhr sie nur geringe Änderungen und blieb in ihrer Marktnische weitgehend ohne Konkurrenz.
Im Jahr 2008 kam eine neu entwickelte Nachfolge-Version auf den Markt. Sie hatte 1679 cm³ Hubraum und leistete 147 kW (200 PS). Mit offener ECU ergibt sich eine Endgeschwindigkeit von echten 278 km/h (GPS-Messung), Tacho 294 km/h. Bei der offenen ECU wird auch auf die Gangbeschränkungen verzichtet, damit ergeben sich für die Beschleunigung von 0 auf 100 km/h 2,6 Sekunden und von 0 auf 200 km/h 5,9 Sekunden.

## V-Boost
Bei der Vmax kommt das „V-Boost-System“ zur Leistungssteigerung zur Anwendung, das technisch nur für V-Motoren machbar ist. Dabei versorgen die vier Fallstrom-Vergaser über separate Ansaugkanäle je einen Zylinder. Die paarweise angeordneten Kanäle für Zylinder 1 und 2 sowie für Zylinder 3 und 4 sind jeweils mit einer zusätzlichen Drosselklappe versehen, die von einem drehzahlabhängigen Servomotor gesteuert wird. Bei ca. 6.500 min−1 öffnet der Servomotor die Drosselklappen, um bei 8.000 min−1 den größten Querschnitt freizugeben. Sobald die Klappen geöffnet sind, wird jeder Zylinder während des Ansaugtakts von zwei Vergasern versorgt, wodurch sich die Füllung in den Zylindern erhöht. Dies bedeutet andererseits unterhalb von 6.500 min−1 mehr Drehmoment durch geringeren Ansaugquerschnitt in den Vergasern.

## VMX 1200 Vmax (2LT)
Akira Araki, Projektleiter bei Yamaha, befand sich Anfang der 1980er Jahre in den USA auf Markterkundungstour. Ein beeindruckendes Erlebnis für ihn waren die „Bridge Races“. Dabei stellten sich zwei Motorräder an die Startlinie und versuchten so schnell wie möglich über die Viertelmeilen-Distanz (402,34 m) zu kommen, als Strecke wurde eine Brücke über den Mississippi River benutzt. Yamaha nannte diese Rennen später „Zero-4-race“. Sein erster Gedanke war, ein Motorrad zu bauen, das „stark auf der Geraden und wirklich schnell ist“. Mit diesen Eindrücken kehrte Akira Araki zurück zu GKDI, einer externen Yamaha-Design-Firma in Santa Monica, Kalifornien. Fast einen ganzen Monat arbeiteten er, Kaoru Ashihara (Motor-Entwicklung) und das Designteam, bestehend aus dem Japaner Kurachi und dem Engländer John Reed, um das Konzept zu Papier zu bringen. Ed Burke, Senior Product Planner bei Yamaha USA, unterstützte das Team bei der Arbeit. Nach intensiven Überlegungen entstand ein 1:1-Modell. Als sie dieses fertiggestellt hatten, kehrten sie nach Japan zurück, um die Studie intern zu präsentieren. Die Suche nach einem geeigneten Motor gestaltete sich zunächst schwierig, da aber gerade ein V4-Motor für den Tourer Yamaha XVZ 12/13 Venture entwickelt wurde, der großes Potential bot, griff man darauf zurück. Ein Problem war es aber, den eher moderat ausgelegten Motor mit seinen 66 kW (90 PS) auf die angestrebten 140 bis 150 PS zu bringen. Ein Turbolader wurde aus Platzmangel wieder verworfen – nach Überarbeitung der Kompression, Ein- und Auslasskanäle wurde das „V-Boost-System“ entwickelt. Ein weiteres Problem war das Fahrwerk so stabil zu bekommen, dass es die für damalige Verhältnisse brachiale Motorleistung und Drehmoment verkraftete. So wurde auch statt einer Antriebskette ein Kardanantrieb verwendet. Wegen der durch den großen Motor beschränkten Platzverhältnisse wanderte z. B. der 15-l-Treibstofftank unter die Sitzbank.
Die Vmax hatte ihre Premiere auf dem US-Händler-Treffen in Las Vegas im Oktober 1984. Die Maschine war vorgesehen für die 1985er Saison und sollte zuerst in den USA auf den Markt gebracht werden. Das Naked Bike war mit einer Zeit von unter 11 Sekunden auf der Viertelmeile das am schnellsten beschleunigende Serienmotorrad mit einer Motorleistung, die nahezu an die damaligen Grand Prix-Maschinen heranreichte. Nach der weiteren Vorstellung in Japan und Europa wurde die Vmax weltweit in den Medien hoch gelobt und verkaufte sich sehr gut in den Jahren 1985 und 1986 – obwohl nur für eine überschaubare Zielgruppe, nicht zuletzt auch auf Grund des vergleichsweise hohen Preises, gebaut.
Jean Claude Olivier, Direktor von Yamaha Frankreich, drängte auf eine Zulassung der Vmax in Europa. Für die Ingenieure bei Yamaha war es eine Herausforderung, das Fahrwerk auf die Hochgeschwindigkeitsanforderungen in Europa vorzubereiten. 1986 wurde die Vmax zuerst in Frankreich vorgestellt. Die Europa-Version hatte allerdings zunächst kein V-Boost-System und daher blieb die Motorleistung auf 98 PS begrenzt, um die damaligen strengeren europäischen Zulassungskriterien zu erfüllen. Noch in den späten 1990er Jahren wurden in Frankreich mehr Vmax als den USA verkauft. Bald schon fragte Yamaha USA nach einer hubraumkleineren Vmax-Version, z. B. mit 750 cm³. Das Projekt wurde aber bald aus konstruktiven Gründen fallen gelassen, aber mit dem 45° nach vorne geneigten Reihen-Vierzylinder-Motor der FZ 750 wurde ab 1985 ein amerikanisches Modell, die FZX 750, gebaut, welches man in Europa unter der Modellbezeichnung Fazer verkaufte. Die Vmax ist ohne nennenswerte Konkurrenz geblieben, Kawasaki versuchte es 1986 mit der ZL 1000 Eliminator sowie Honda mit der 1997 vorgestellten X4, welche jedoch hauptsächlich in Japan verkauft wurde. Im Jahr 2005 brachte Yamaha ein Sondermodell zum 20-jährigen Jubiläum auf den Markt. Die Produktion der ersten Generation Vmax wurde erst 2006 eingestellt, bis dahin wurde das Motorrad von Star Motorcycles, einem Tochterunternehmen von Yamaha in den USA gebaut und vertrieben.

### Technische Daten

#### Motor
- Schmierungssystem: Nasssumpfschmierung
- Gemischaufbereitung: 4 Flachschiebervergaser Mikuni BDS35 mit „V-Boost-Funktion“, elektrische Benzinpumpe
- Beschleunigung: 3,2 sec auf 100 km/h

#### Kraftübertragung
- Kupplung: Mehrscheibenkupplung im Ölbad
- 5-Gang-Getriebe mit Kardanwelle

### Modellvarianten
Im Laufe der Jahre wurde eine Reihe von Modellen der Vmax für den Export gebaut. Außer den unten aufgeführten Modellen, gab es noch ein Sondermodell „Black Max“. Hier waren Auspuffanlage, Ansaugtrichter, Felgen und Gabeltauchrohre, sowie einige Applikationen am Motor schwarz lackiert bzw. Eloxiert. Besonders häufig gibt es die Black Max in der eher unbeliebten 98-PS-Version. Für Sammler und für eine spätere Wertentwicklung spielt sie daher trotz der besonderen Optik, eine eher untergeordnete Rolle.
| Modell | Bauzeitraum | Für Exportland            | Leistung (PS) | Drehmoment (Nm) | Sonstiges |
| ------ | ----------- | ------------------------- | ------------- | --------------- | --- |
| 1FK    | 1985        | USA                       | 145           | 124             | mit V-Boost, 34-mm-Vergaser, mph-Tacho                                                                       |
| 1JH    | 1985        | USA (Kalifornien)         | 145           | 124             | Abgasreinigung, geänderte Vergaser und Nockenwellen                                                          |
| 1GR    | 1985–1986   | Kanada                    | 145           | 124             | mit V-Boost, 35-mm-Vergaser, km/h-Tacho                                                                      |
| 1UT    | 1986        | USA                       | 145           | 124             | sonst wie 1FK                                                                                                |
| 1UR    | 1986        | USA (Kalifornien)         | 143           | 120             | sonst wie 1JH                                                                                                |
| 2EN    | 1987–1990   | Europa                    | 122           | 102             | Ohne V-Boost mit km/h-Tacho und Lichtschalter, 35-mm-Vergaser, max. Drehzahl 8500/min, andere Endübersetzung |
| 2WE    | 1987–1990   | USA                       | 145           | 124             | 35-mm-Vergaser, geänderter Schaltplan, ansonsten wie 1UT                                                     |
| 2WF    | 1987–1990   | USA (Kalifornien)         | 140           | 120             | 35-mm-Vergaser, geänderter Schaltplan, ansonsten wie 1JH                                                     |
| 2LT    | 1987–1992   | Kanada                    | 145           | 124             | 35-mm-Vergaser, geänderter Schaltplan, 1991 Zündanlage, ansonsten wie 1GR                                    |
| 2WE    | 1991–1992   | USA                       | 140           | 120             | Andere Nockenwellen, Zündanlage, Auspuff                                                                     |
| 2WF    | 1991–1992   | USA (Kalifornien)         | 136           | 118             | Andere Nockenwellen, Zündanlage, Auspuff                                                                     |
| 2EN    | 1991–1992   | Europa                    | 120           | 100             | Andere Zündanlage, Auspuff                                                                                   |
| 2WE    | 1993–1995   | USA                       | 140           | 120             | Geänderte Gabel und Bremse                                                                                   |
| 2WF    | 1993–1995   | USA (Kalifornien)         | 136           | 118             | Geänderte Gabel und Bremse                                                                                   |
| 2LT    | 1993–1995   | Kanada                    | 140           | 120             | Geänderte Gabel, Bremse und Auspuff                                                                          |
| 2EN    | 1993–1995   | Europa                    | 120           | 100             | Geänderte Gabel und Bremse                                                                                   |
| 2WE    | 1996–2001   | USA                       | 143           | 120             | Geänderter Ölfilter, Endantrieb, Getriebe, Kupplung                                                          |
| 2WF    | 1996–2001   | USA (Kalifornien)         | 136           | 118             | Geänderter Ölfilter, Endantrieb, Getriebe, Kupplung                                                          |
| 2LT    | 1996–2001   | Kanada, Deutschland       | 140 (98)      | 120 (100)       | Geänderter Ölfilter, Endantrieb, Getriebe, Kupplung                                                          |
| 2EN    | 1996–2001   | Europa, 96/97 Deutschland | 120 (98)      | 100             | Geänderter Ölfilter, Endantrieb, Getriebe, Kupplung                                                          |
| 3UF    | 1990–1992   | Japan                     | 140           | 120             | Speedcutter 190 km/h                                                                                         |
| 3UF    | 1993–1995   | Japan                     | 136           | 118             | Andere Gabel, Bremse, Auspuff                                                                                |
| 3UF    | 1996–2001   | Japan                     | 136           | 118             | Geänderter Ölfilter, Endantrieb, Getriebe, Kupplung                                                          |

### Stärken und Schwächen
Von ihren Kritikern wurde sehr oft auf die Schwächen vor allem des Fahrwerks hingewiesen. Die Vmax neigt bei höheren Geschwindigkeiten auf Grund des hohen Querschnitts des hinteren Diagonalreifens und der sehr hecklastigen Serienauslegung zum Pendeln. Der Rahmen ist entgegen manchen „Expertenmeinungen“ allerdings ausreichend verwindungssteif und nicht einer der Schwachpunkte. Dieser muss erst bei extremen Leistungssteigerungen mit Knotenblechen versteift werden. Auch die teilweise nicht sehr präzise Fertigung der Lagerschalen und der Spurversatz ist für das Hochgeschwindigkeitspendeln zuständig. Hauptsächlich sind daran jedoch die veraltete Diagonalbereifung und die hecklastige Auslegung verantwortlich. Dadurch wird ein hoher Auftrieb am Vorderrad bei hohen Geschwindigkeiten begünstigt und starkes Pendeln kann auftreten. An dieser Stelle kommen dann wieder die Fertigungstoleranzen der Lagersitze etc. ins Spiel. Je schlechter diese sind, desto früher tritt das Pendeln auf. Alleine aber der Wechsel auf moderne Felgen mit Radialreifen lässt das Pendeln schon zu 90 % verschwinden. Hierbei ist jedoch zu beachten, dass maximal ein 180 mm breiter Reifen (in der Regel Dimension 180/55 ZR 17) in die Serienschwinge passt. Bei breiteren Reifen muss die Schwinge umgeschweißt oder getauscht werden. Ein 180er stellt aber unter Berücksichtigung der Motorleistung sicher den besten Kompromiss aus Optik, Handling und Traktion dar.
Vor allem die frühen Baujahre weisen zu schwach dimensionierte Bremsen auf.
Die Fahrwerksauslegung mit flachem Lenkkopfwinkel, großem Nachlauf und langem Radstand sowie das vergleichsweise hohe Leergewicht lassen die Vmax in engen Kurvenkombinationen, z. B. auf Bergstraßen für den Fahrer schwerfällig bewegen. Auf normalen Landstraßen ist ihre Kurvenperformance jedoch nicht bedeutend schlechter als bei Motorrädern wie z. B. einer XJR1300. Nur die serienmäßig geringe Schräglagenfreiheit schränkt den Spaß an Kurven deutlich ein. Die Vmax wurde nicht für enge Kurven oder für den Rennsport entworfen.
Stets gelobt wurden der Motor mit seinem typischen Klang, die enorme Beschleunigung und der Durchzug. So ist die Vmax eines der wenigen Motorräder, die vom Standgas bis zur Höchstdrehzahl einen nahezu linearen Verlauf von Drehmoment und Leistung zeigen.

### Tuning
Auf Grund der Unzulänglichkeiten des Fahrwerks, als auch aus optischen Gründen war die Vmax schon früh Gegenstand zahlreicher Umbauten. Heutzutage ist es daher fast schwieriger, eine originale Vmax auf dem Gebrauchtmarkt zu bekommen als eine umgebaute. Die Umbauten zielen vornehmlich auf die Fahrbarkeit der Vmax ab. So ist durch einen Umbau auf eine 17-Zoll-Felge (von Georg Deget Motorradtechnik) inklusive Radialreifen ein besseres Handling sowie eine stabilere Straßenlage bei höheren Geschwindigkeiten zu verzeichnen. Auch der fahrdynamisch nachteilige Spurversatz wird so weitestgehend eliminiert. Fahrwerksverbesserung: Upside-Down-Gabel für größere Verwindungssteifigkeit sowie etwas mehr Gewicht vorne (serienmäßiger Auftrieb vorne ist einer der Hauptschwachpunkte), längere Federbeine hinten (maximal 5 cm, da sonst der Knickwinkel des Kardan-Kreuzgelenks zu groß wird), Auspuffanlage gegen eine leichtere tauschen (allein der serienmäßige Sammler hinten ist sehr schwer und sorgt somit für eine hecklastige Auslegung), höhere Fußrastenanlage. Bei Letzterer gilt allerdings zu beachten, dass diese ausreichend massiv sein sollte, weil die originale Soziusfußrastenplatte auf der linken Seite als Rahmenverbindung im Bereich des Tanks fungiert. Das Tunen der 98-PS-Version auf die offene Leistung von 136 PS ist nahezu unmöglich, weil es schlicht zu teuer ist. Die Europaversion ist nicht mit dem für die Leistung hauptsächlich verantwortlicher V-Boost-System ausgestattet, was dieses Modell zu einem einfachen Vergaser-Saugmotor macht. Zusätzlich zum reinen Hardware (Boostsystem, Stellmotoren, Züge usw.) kommt auch noch der Kabelbaum und die CDI. Diese Teile werden auch gebraucht nur sehr teuer angeboten. Neu haben alle erforderlichen Teile ca. 4500 DM gekostet.

## Vmax (RP21, ab 2008)
Auf der 39. Tokyo Motor Show im Jahr 2005 wurde ein Vmax-Nachfolger als Konzept-Motorrad vorgestellt. Das darauf basierende neue Vmax-Modell des Typs RP21 wird seit 2008 bei Yamaha selbst hergestellt und weltweit vertrieben. Es trägt in der Modellbezeichnung ausschließlich den Namen "VMAX" ohne weitere Kürzel, die etwa auf den Hubraum verweisen. Das Design orientiert sich wie die 2005er Designstudie am ersten Modell, technisch ist sie jedoch vollständig neu entwickelt.

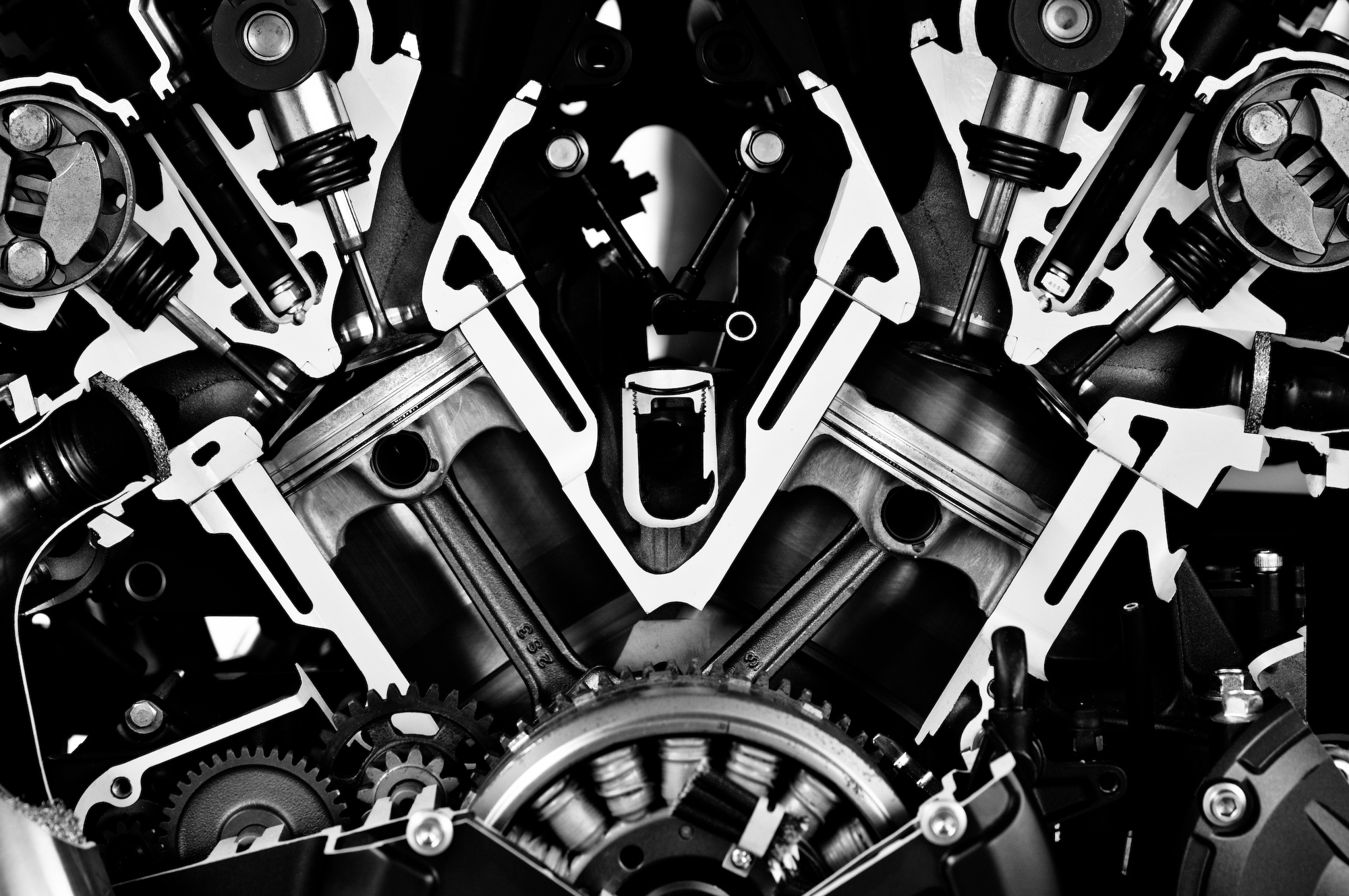
VMAX 2009 Motor Schnittmodell

Die Maschine verfügt über einen nominell 200 PS (147 kW) starken V4-Motor mit einem Zylinderwinkel von 65° statt bisher 70°, die zwei steuerkettengetriebenen Einlassnockenwellen treiben über Stirnräder die beiden Auslassnockenwellen an. Das Gemisch bereitet eine elektronische Benzineinspritzung auf, als adäquaten Ersatz für das „V-Boost-System“ der ersten Vmax-Generation setzt Yamaha das „YCC-I“ ein, eine elektronische Einlasssteuerung, bei der jeweils die oberen der beiden Ansaugtrichter-Batterien bei ca. 6.650 min−1 ein Stück angehoben werden, um durch einen verkürzten Ansaugweg eine höhere Spitzenleistung zu erreichen. Auch die elektronische Drosselklappensteuerung „YCC-T“ findet in der Vmax Verwendung. Die charakteristischen seitlichen Lufthutzen bestehen aus Aluminium und versorgen die Airbox mit Frischluft.
Das Getriebe verfügt weiterhin über fünf Gänge, die Mehrscheiben-Ölbadkupplung hat nunmehr jedoch eine Anti-Hopping-Funktion. Der Sekundärantrieb erfolgt wie schon beim Urmodell über eine Kardanwelle.
Das Chassis besteht nun nicht mehr aus einem klassischen Stahl-Doppelschleifenrahmen, sondern aus einem Aluminium-Brückenrahmen mit dem Motor als tragendem Element. Die Teleskopgabel und das Federbein sind in Federbasis und Dämpfung einstellbar. Yamaha verwendet, wohl aus optischen Gründen, heute eher unübliche Felgen mit 18 Zoll Durchmesser, die Erstbereifung (Modell BT 028, Sonderkennung G) musste von Bridgestone eigens für die Vmax entwickelt werden. Die Scheibenbremsen werden vorn mit 6-Kolben-Festsätteln kombiniert, das Motorrad hat erstmals in der Modellgeschichte ein Antiblockiersystem (ABS).
Erste Tests der Fachpresse berichteten von leichten Fahrwerksunruhen, die sich in Pendelbewegungen bei schnell gefahrenen lang gezogenen Kurven äußern. Eventuell liegt hier der Grund, warum die Höchstgeschwindigkeit elektronisch auf 220 km/h begrenzt wird. Seine Höchstleistung erreicht der Motor ausschließlich im 4. Gang, in den anderen Gängen reduziert die Motorsteuerung die Leistungsabgabe. Es ist laut Yamaha jedoch auf Grund einer speziellen Programmierung des Steuergerätes möglich, die klassische ¼-Meile aus dem Stand mit voller Leistung durchzubeschleunigen.
Der zunächst für Europa auf 1500 Einheiten limitierte Verkauf begann im November 2008 zu einem Preis von 19.750 €. Seit dem Modelljahr 2010 ist sie zum Preis von 22.995 € zu erwerben. Das Motorrad kann ausschließlich über die offizielle Vmax-Website von Yamaha bestellt werden. Vorherige Probefahrten für Interessenten sind bislang nicht vorgesehen, jedoch ist es mittlerweile bei ausgewählten Vertragshändlern möglich, eine Vmax gegen Entgelt zu mieten.